# Meyrieux-Trouet
Meyrieux-Trouet település Franciaországban, Savoie megyében. Lakosainak száma 337 fő (2022. január 1.). Meyrieux-Trouet Le Bourget-du-Lac, La Chapelle-Saint-Martin, Marcieux, Saint-Paul-sur-Yenne, Saint-Pierre-d’Alvey és Verthemex községekkel határos.

## Népesség
A település népességének változása:
| Lakosok száma | 305  | 315  | 319  | 311  | 309  | 313  | 314  | 320  | 337  |
|               | 2013 | 2015 | 2016 | 2017 | 2018 | 2019 | 2020 | 2021 | 2022 |